# H.G. Wells' War of the Worlds (2005)
H.G. Wells' War of the Worlds (ook wel bekend onder de titel Invasion) is een van de drie filmbewerkingen van de roman The War of the Worlds uitgebracht in 2005. Net als Spielbergs versie is de film een moderne hervertelling van het verhaal. De film werd gemaakt door productiebedrijf The Asylum. De film kwam in juni 2005 direct uit op dvd.
De titel Invasion werd gebruikt voor uitgave van de film buiten de Verenigde Staten, daar in Europa Paramount Pictures de rechten op de War of the Worlds in handen heeft.

## Verhaal
De film speelt zich af in de Verenigde Staten omstreeks 2005. De Aarde wordt aangevallen door technologisch zeer geavanceerde aliens.
Het verhaal draait om George Herbert, een astronoom die gescheiden wordt van zijn vrouw Feliciti en zoon Alex tijdens de Martiaanse aanval. Hij probeert Washington, D.C. te bereiken om zich weer bij hen te voegen, terwijl om hem heen de wereld wordt verwoest.

## Rolverdeling
| Acteur                | Personage               |
| --------------------- | ----------------------- |
| C. Thomas Howell      | George Herbert          |
| Rhett Giles           | Pastoor Victor          |
| Andrew Lauwer         | Sergeant Kerry Williams |
| Tinarie van Wyk-Loots | Felicity Herbert        |
| Jake Busey            | Luitenant Samuelson     |
| Dashiell Howell       | Alex Herbert            |
| Peter Greene          | Matt Herbert            |
| Kim Little            | Rebecca                 |
| Edward DeRuiter       | Max                     |

## Achtergrond
Schrijver/regisseur David Michael Latt (die volgens eigen zeggen nooit de George Pal versie heeft gezien) heeft bekendgemaakt meer te hebben veranderd aan het verhaal dan alleen de tijd en plaats waarin het zich afspeelt. Een voorbeeld hiervan zijn de machines van de aliens. In plaats van driepoten gebruiken de aliens in deze film zesbenige machines genaamd “walkers”, die doen denken aan een enorme krab.
De aliens in de film zijn Martianen, maar worden in de film zelf nooit zo genoemd. Ook lijken ze niet op hun tegenhangers uit de roman. Wells beschreef de Martianen als kleine kwalachtige wezens. In deze film lijken de Martianen meer op insecten met vier benen. Ze kunnen ook zuur spuwen dat iets of iemand doet wegsmelten.
De naam van de hoofdpersoon, George Herbert, is een referentie aan H.G. Wells. In plaats van schrijver (zoals in de roman) is hij astronoom. Wel belandt George in situaties die sterk doen denken aan situaties uit de roman.
De rol van de soldaat uit de roman is in de film verdeeld over twee personages: de soldaten Williams en George. De naamloze geestelijke uit de roman is in de film een pastoor genaamd Victor. Deze pastoor is een stuk kalmer dan de geestelijke uit het boek.
De hoofdstukken op de dvd van de film zijn vernoemd naar de hoofdstukken uit de roman.